# NGC 3226
NGC 3226 es una galaxia enana elíptica interaccionando con la galaxia espiral NGC 3227. Se encuentran en la constelación de Leo, 50' al este de Algieba (γ Leonis). Su magnitud aparente es 12,3 y su brillo superficial es 13,3 mag/arcsec2.
Al igual que NGC 3227, NGC 3226 es una galaxia con un núcleo activo (AGN). El núcleo emite tanto ondas de radio como rayos X, en lo que parece radiación sincrotrón, un tipo de emisión que se puede esperar alrededor de agujeros negros supermasivos. La posible variación en la emisión de rayos X también apoya la existencia de un agujero negro supermasivo alrededor de NGC 3226.